# Rattus jobiensis
Rattus jobiensis és una espècie de mamífer rosegador de la família dels múrids. És endèmica d'Indonèsia. Habita els boscos humits tropicals, tot i que també se la troba a la vora dels boscos, a jardins rurals i dins de poblacions.